# 海軍生体解剖事件
海軍生体解剖事件（かいぐんせいたいかいぼうじけん）は、第二次世界大戦中の1944年1月末から7月末にかけて、旧日本海軍の拠点が置かれていた西太平洋の トラック島（当時は日本の委任統治下）で、海軍所属の病院・警備隊の軍医らが、捕虜（俘虜）となったアメリカ軍関係者を「生体解剖」するなどした後に殺害した事件。トラック島事件とも呼ばれる。1947年にBC級戦争犯罪裁判（アメリカ軍グアム裁判17号）で裁かれた。

## 背景
1943年（昭和18年）末、トラック環礁付近で米軍潜水艦が拿捕され、海軍第4艦隊所属の第41警備隊で約50名の俘虜を管理することになった。このことが、1944年の年明け以降、トラック島で捕虜を使った人体実験が企図される契機となった。
1944年（昭和19年）年初頃、関東軍防疫給水部（731部隊）石井四郎軍医少将らは人体実験に基づく研究成果を発表し、多数の博士号取得者も出していた。これに触発されて、海軍でも医務局・軍医官の指揮系統を通じて、捕虜を使った人体実験による医学上の研究が試みられていたとされる。
また、同年2月以降は、トラック島はアメリカ軍の大規模な空襲を受け、多数の死傷者を出したため、捕虜への報復感情が高まっていたとされる。

## 事件

### 1月事件
1944年1月下旬、トラック島にある海軍第4艦隊所属の第4病院の軍医官らが、同艦隊所属の第41警備隊の診療所の病棟で、同警備隊に拘禁されていた捕虜8人を譲り受け、8人を4人2組に分けて、止血帯を長時間充てる実験と、ブドウ球菌を注射して敗血症を発症させる「生体実験」を行った。止血帯を長時間充てられた捕虜4人のうち2人は実験中に死亡、ブドウ球菌を注射された捕虜4人は全員が死亡した。止血帯の実験で生き残った2人の捕虜は、診療所の裏の丘へ運ばれ、ダイナマイトの爆風をあてる「爆風実験」が行われた。2人は爆風により四肢がもげるなどしたが死亡せず苦しんでいたため、絞殺された。死亡した捕虜の遺体は第4病院に運ばれて解剖され、うち4人の頭部は切断され、頭蓋骨は標本として軍医学校に送られた。

### 3月の生体実験
1944年3月に、1月事件に関わった第4病院の軍医官が、別の4名の捕虜を生体解剖し殺害したとされる。

### 6月事件
1944年6月20日頃、同島の第41警備隊の警備隊病室で、同警備隊の軍医官らが、医学的実験としてアメリカ人捕虜1人の胸部、腹部、陰嚢などを切開した後、下士官に殺害を指示した。下士官らは、まだ絶命していなかった捕虜を病室裏に連れて行き、斬首殺害し、遺骸を穴に埋めた。同時に、別のアメリカ人捕虜1人を銃剣刺突によって殺害した。

### 7月事件
1944年7月20日頃、1月事件と同じ第4病院の軍医官らが、第41警備隊から引き渡された捕虜2人を病院裏の丘へ連れて行き、下士官らに槍や銃剣で刺突させて殺害し、斬首した。
また事件とは別に、この頃残っていた6名ほどの捕虜が、事件と前後して殺害されたとされる。

### 8月の部隊長会報
1944年8月第1週に、第4艦隊司令部庁舎内の幕僚室で開催された「部隊長会報（部隊長会同報告;第4艦隊の首脳の定例会合）」の席上、第4病院の岩波院長は、7月の俘虜刺殺および1月から2月にかけての「生体実験」について報告し、海軍でも人体実験を推進していかないと陸軍に後れをとると話して、第四艦隊司令長官の原忠一中将ら出席者を絶句させ、公言を控えるよう諌められたとされる。

### 事後工作
終戦後、アメリカ軍から生体実験や捕虜殺害の責任を追及されることをおそれた第四艦隊司令部や第4病院、第41警備隊の関係者は、捕虜殺害や生体解剖の事実が露見しないよう捕虜の死体を掘り返して海に捨てるなどして隠し、関係者に口止めをした。
また事実が露見した場合には、艦隊司令部に追及が及ばないよう、既に死亡していた第4病院の軍医官を生体解剖の首謀者とし、第4病院の岩波院長が責任を取ることを相談していたとされる。

## 容疑者の逮捕
トラック島で日本軍の降伏を受け入れたアメリカ海兵隊は、捕虜の所在に関して日本軍将兵への尋問を行ったが、情報を得ることができなかったため、朝鮮系の軍人が、同島で使役されていた朝鮮人労務者を通じて捕虜処刑の情報を入手し戦争犯罪の立件につなげたとされる。
また第四艦隊の参謀長だった澄川道男少将が、アメリカ軍との司法取引に応じて生体解剖事件や捕虜刺殺事件の存在を知らせたとされる。
戦犯容疑者は逮捕され、トラック諸島春島の収容所に収容された後、戦犯裁判を受けるためグアム島の収容所に移された。日本に帰国していた容疑者・参考人も東京に呼び出され、必要に応じてトラック島ないしグアム島へ送致された（岩川 1982, pp. 323–331, 4月号）。
グアム収容所では収容されている容疑者が様々な虐待を受けたとされる。第4病院の岩波院長は、米軍の番兵から虐待されたり、「岩波院長が『自分は何も知らない、責任をとれない』と言っているぞ」と番兵から伝えられて怒った元下士官の容疑者達に殴打されたりした。また6月事件で米軍捕虜の足の爪を切り取ったとされる第41警備隊の軍医官は、ペンチで生爪を剥がされた。
裁判では、澄川参謀長のほか、第4病院外科部長・外科科長、第4根拠地部隊の軍医長、第41警備隊の軍医官らがアメリカ軍との司法取引に応じ、検察側の証人として証言した。

## 裁判
アメリカ海軍によるグアム裁判で、1947年6月10日から同年9月5日までの裁判で1月事件及び7月事件が、同年9月22日から10月24日までの裁判で6月事件が裁かれた。

### 第4病院事件（1月事件・7月事件）
事件に関与したとして、第4病院の岩波院長をはじめ病院の軍医官、衛生兵、警備隊長ら19人が起訴され、被告19人のうち、岩波院長に絞首刑、他の18人全員に終身刑・有期刑の判決が下された。
1月事件で「生体実験」を行ったとされた軍医官4人のうち1人は戦死しており、1人は裁判への出頭要請を受けた後に自宅で自殺、1人は司法取引に応じて裁判で検察側の証人として証言し、3日にわたり弁護側の反対尋問を受け退廷した後、自殺した。
残る1人となった岩波院長は、第41警備隊の診療所の病棟で行った「生体実験」は死亡した軍医官3人が独断で行ったもので、自分は同行し、検査方法について助言した後、別の用事がありその場を離れた、第4病院での死体の解剖を手伝い、1人の頭部を切断して他の3つの頭蓋骨とあわせて日本の軍医学校へ送ったが死因は知らなかった、として「生体実験」への関与を否定した。また「爆風実験」についても関知しなかった、とした。他方で7月事件については自らの責任を全面的に認めた。
判決では、1月事件の「爆風実験」への岩波院長の関与について検察側の立証不十分とされたが、その他の「生体実験」および7月事件については有罪とされ、岩波院長に絞首刑、他の被告18人全員に10 - 20年の量刑が言い渡された。
岩波院長が事件の首謀者として責任を負ったため、第四艦隊司令部が病院の「生体実験」や捕虜の処断を承認した責任が裁判で追及されることはなかった。
裁判後に作成された裁判報告記録も、岩波院長が積極的に事件の責任を負ったため、死刑を1名に抑えることができた、と評価している。

### 第41警備隊事件（6月事件）
事件に関与したとして第41警備隊の浅野新平司令、上野警備隊軍医長ら10人が起訴され、このうち浅野司令と上野軍医長に絞首刑、他4人の被告に終身刑の判決が下された。初審判決では捕虜の斬首・刺突殺害を実行した下士官2名も絞首刑とされたが、再審後、終身刑に減刑された。
裁判で浅野司令と上野軍医長が互いに相手が事件を主導したと主張した。初審判決後、浅野司令は初審判決は事実誤認に基づくとして控訴理由書を提出し、再審が行われたが、結局主張は認められず、再審で両被告の死刑が確定した。